# La Calomnie punie

La Calomnie punie est un film muet français réalisé par Jean Durand et sorti en 1912.

## Fiche technique
- Réalisation et scénario : Jean Durand
- Société de production : Société des Établissements L. Gaumont
- Pays : France
- Format : Muet - Noir et blanc - 1,33:1 - 35 mm
- Métrage : 151 m
- Genre :  Comédie
- Durée : inconnue
- Date de sortie : 
  -  France - 1912

## Distribution
- Ernest Bourbon : Onésime
- Gaston Modot